# 1758
| [ Edytuj tabelę ]              | |
| Król Polski                    | - 1733 August III Sas 1763 |
| Emir Afganistanu               | - 1747 Ahmed Szah Abdali (padyszach) 1772 |
| Współksiążęta Andory           | - 1757 Francesc Josep Catalán de Ocón 1762 - 1715 Ludwik XV 1774                                                                                       |
| Elektor Bawarii                | - 1745 Maksymilian III Józef 1777 |
| Sułtan Brunei                  | - 1745 Hussin Kamaluddin 1762 |
| Cesarz Chin                    | - 1735 Qianlong 1796 |
| Król Czech                     | - 1743 Maria Teresa 1780 |
| Król Danii                     | - 1746 Fryderyk V 1766 |
| Dalajlama                      | - 1758 Jamphel Gjaco 1804 |
| Cesarz Etiopii                 | - 1755 Joas I 1769 |
| Król Francji                   | - 1715 Ludwik XV 1774 |
| Król Hiszpanii                 | - 1746 Ferdynand VI 1759 |
| Landgraf Hesji-Kassel          | - 1751 Wilhelm VIII Heski 1760 |
| Stadhouder Holandii            | - 1751 Wilhelm V Orański 1795 |
| Szach Iranu                    | - 1750 Karim Chan 1779 |
| Państwo Wielkich Mogołów       | - 1754 Alamgir II 1759 |
| Król Irlandii                  | - 1727 Jerzy II Hanowerski 1760 |
| Cesarz Japonii                 | - 1747 Momozono 1762 |
| Kalif                          | - 1757 Mustafa III 1773 |
| Patriarcha Konstantynopola     | - 1757 Serafim II 1761 |
| Władca Korei                   | - 1724 Yŏngjo 1776 |
| Emir Kuwejtu                   | - 1752 Sabah I 1762 |
| Książę Liechtensteinu          | - 1748 Józef Wacław 1772 |
| Sułtan Maroka                  | - 1757 Muhammad III 1790 |
| Książę Monako                  | - 1733 Honoriusz III 1793 |
| Król Nawarry                   | - 1710 Ludwik XV 1774 |
| Król Norwegii                  | - 1746 Fryderyk V 1766 |
| Sułtan Omanu                   | - 1749 Ahmad ibn Sa’id 1783 |
| Elektor Palatynatu             | - 1742 Karol IV Teodor 1799 |
| Papież                         | - 1740 Benedykt XIV 1758 - 1758 Klemens XIII 1769 |
| Książę Parmy i Piacenzy        | - 1748 Filip 1765 |
| Król Portugalii                | - 1750 Józef 1777 |
| Król w Prusach                 | - 1740 Fryderyk II Wielki 1772 |
| Car Rosji                      | - 1741 Elżbieta 1762 |
| Cesarz Rzymski (niemiecki)     | - 1745 Franciszek I Lotaryński 1765 |
| Kapitanowie Regenci San Marino | - 1757 Filippo Manenti Belluzzi Antonio Capicchioni 1758 - 1758 Lodovico Belluzzi Marino Tini 1758 - 1758 Giovanni Maria Giangi Giuseppe Franzoni 1759 |
| Elektor Saksonii               | - 1733 Fryderyk August II (król Polski) 1763 |
| Król Sardynii                  | - 1730 Karol Emanuel III 1773 |
| Król Szwecji                   | - 1751 Adolf Fryderyk 1771 |
| Król Tajlandii                 | - 1733 Boromma Kot 1758 - 1758 Uthumphon 1758 - 1758 Suriyamarin 1767                                                                                  |
| Sułtan Turków                  | - 1757 Mustafa III 1774 |
| Doża Wenecji                   | - 1752 Francesco Loredano 1762 |
| Król Węgier                    | - 1740 Maria Teresa 1780 |
| Monarcha Wielkiej Brytanii     | - 1727 Jerzy II 1760 |
| Premier Wielkiej Brytanii      | - 1757 Thomas Pelham-Holles 1762 |

Rok 1758 / MDCCLVIII
stulecia: XVII wiek ~
XVIII wiek ~
XIX wiek

lata: 1748 «
1753 «
1754 «
1755 «
1756 «
1757 «
1758
» 1759
» 1760
» 1761
» 1762
» 1763
» 1768

## Wydarzenia w Polsce
- Sejmik w Sądowej Wiszni nakazał spalenie Talmudu. Bezpośrednią przyczyną był tekst Złość żydowska pióra Gaudentego Pikulskiego ze Lwowa.

## Wydarzenia na świecie
- 23 czerwca – wojna siedmioletnia: zwycięstwo wojsk hesko-hanowersko-brunszwickich nad francuskimi w bitwie pod Krefeld.
- 30 czerwca – wojna siedmioletnia: Austriacy pokonali wojska pruskie w bitwie pod Domstadtl.
- 6 lipca – na papieża wybrano Carla Rezzonico, starszego (przyjął imię Klemens XIII).
- 8 lipca – wojna z Francuzami i Indianami: Francuzi odparli brytyjski atak na Fort Carillon.
- 26 lipca – Brytyjczycy zdobyli francuską twierdzę Louisbourg w Nowej Szkocji.
- 25 sierpnia – wojna siedmioletnia: po opanowaniu Prus Wschodnich i rozpoczęciu ofensywy na Brandenburgię armia rosyjska stoczyła ciężką bitwę z Prusakami pod Sarbinowem (Zorndorfem) – Rosjanie wycofali się z Wielkopolski.
- 3 września – król Portugalii Józef I został ranny w zamachu na swoje życie.
- 14 września – brytyjska wojna z Francuzami i Indianami: zwycięstwo Francuzów w bitwie o Fort Duquesne.
- 14 października – wojna siedmioletnia: Prusacy przegrali bitwę pod Hochkirch.
- Joseph de Guignes przedstawia teorię na temat pochodzenia Hunów

## Urodzili się
- 3 marca - Joachim Moszyński, polski polityk, prezydent Warszawy (zm. 1821)
- 5 kwietnia – Andrzej Grasset de Saint-Sauveur, francuski duchowny katolicki, męczennik, błogosławiony (zm. 1792)
- 28 kwietnia – James Monroe, 5. prezydent USA (zm. 1831)
- 6 maja
  - Maksymilian Robespierre, francuski adwokat, jeden z przywódców Wielkiej Rewolucji Francuskiej (zm. 1794)
  - André Masséna, książę Rivoli, książę Essling, marszałek cesarstwa francuskiego (zm. 1817)
- 6 czerwca – Ludwik Barreau de la Tuche, francuski benedyktyn, męczennik, błogosławiony katolicki (zm. 1792)
- 29 czerwca – Katarzyna du Verdier de la Sorinière, francuska męczennica, błogosławiona katolicka (zm. 1794)
- 31 lipca – Ignacy Chambrez, czeskiego pochodzenia rysownik, malarz i architekt (zm. 1835)
- 18 września – Ludwik Friant, hrabia cesarstwa, generał z czasów wojen rewolucyjnych i wojen napoleońskich (zm. 1829)
- 29 września – Horatio Nelson, admirał angielski, wicehrabia, książę (zm. 1805)
- 11 października – Heinrich Wilhelm Olbers, niemiecki astronom (zm. 1840)
- 2 listopada – Ryōkan Taigu, japoński mnich zen, poeta i kaligraf (zm. 1831)
- 18 listopada – Jan Józef Rateau, francuski duchowny katolicki, męczennik, błogosławiony (zm. 1792)
- 25 listopada - John Armstrong Jr., amerykański polityk, senator ze stanu Nowy Jork (zm. 1843)
- 17 grudnia - Nathaniel Macon, amerykański polityk, senator ze stanu Karolina Północna (zm. 1837)
- 23 grudnia - John Vining, amerykański prawnik, polityk, senator ze stanu Delaware (zm. 1802)

## Zmarli
- 22 kwietnia – Antoine de Jussieu, francuski przyrodnik (ur. 1686)
- 3 maja - Benedykt XIV, papież (ur. 1675)
- 14 maja – Jakob Buchholtz, spiskoniemiecki rzemieślnik z Kieżmarku, badacz Tatr i autor ich opisów (ur. 1696)
- 19 listopada – Wojciech Stanisław Leski, opat pelpliński, biskup chełmiński (ur. 1702)
- 16 grudnia – Andrzej Stanisław Załuski, polski duchowny katolicki, kanclerz wielki koronny (ur. 1695)

## Święta ruchome
- Tłusty czwartek: 2 lutego
- Ostatki: 7 lutego
- Popielec: 8 lutego
- Niedziela Palmowa: 19 marca
- Wielki Czwartek: 23 marca
- Wielki Piątek: 24 marca
- Wielka Sobota: 25 marca
- Wielkanoc: 26 marca
- Poniedziałek Wielkanocny: 27 marca
- Wniebowstąpienie Pańskie: 4 maja
- Zesłanie Ducha Świętego: 14 maja
- Boże Ciało: 25 maja